# Zakaria Zeba
Zakaria Zeba (ur. 20 września 1972) – burkiński piłkarz występujący na pozycji obrońcy.

## Kariera klubowa
W swojej karierze występował między innymi w burkińskim zespole US des Forces Armées.

## Kariera reprezentacyjna
W latach 1995–1997 w reprezentacji Burkiny Faso rozegrał 6 spotkań. W 1996 roku został powołany do kadry na Puchar Narodów Afryki. Zagrał na nim w meczach z Zambią (1:5) i Algierią (1:2), a Burkina Faso odpadło z turnieju po fazie grupowej.